# Бріанна Гільдебранд
Бріанна Гільдебранд (англ. Brianna Hildebrand, нар. 14 серпня 1996, Колледж-Стейшен) — американська актриса. Вона відома тим, що з'явилася в ролі Надзвукової Боєголовки у фільмах «Дедпул» (2016), «Дедпул 2» (2018) і «Дедпул і Росомаха» (2024). Вона також відома своєю роллю Елоді Девіс у серіалі «Брелоки» (2019—2020).

## Біографія
Гільдебранд народилась у Колледж-Стейшен, штат Техас. Вона дочка Джона та Вероніки Гільдебранд. Її батько має німецьке та індіанське походження, а мати — мексиканське походження. Вона виросла з любов'ю до всього, що стосується розваг. Вона переїхала до Лос-Анджелес у віці 17 років після того, як кинула школу, щоб продовжити музичну та акторську кар'єру[джерело?].

## Особисте життя
Гільдебранд — відкрита квір-особа та є активним захисником прав ЛГБТК+.

## Фільмографія
| Рік       |   | Українська назва           | Оригінальна назва    | Роль                                          |
| --------- | - | -------------------------- | -------------------- | --------------------------------------------- |
| 2015      | ф | Призма                     | Prism                | Юлія                                          |
| 2016      | ф | Перша дівчина, яку я любив | First Girl I Loved   | Гоуп                                          |
| 2016      | ф | Дедпул                     | Deadpool             | Надзвукова Боєголовка                         |
| 2017      | ф | Вбити за лайк              | Tragedy Girls        | Седі Каннінгем                                |
| 2017      | с | Екзорцист                  | The Exorcist         | Правда (10 епізодів)                          |
| 2018      | ф | Дедпул 2                   | Deadpool 2           | Надзвукова Боєголовка                         |
| 2018      | с | —                          | Love Daily           | Ліззі (Епізод: "Group")                       |
| 2019—2020 | с | Брелоки                    | Trinkets             | Елоді Девіс (20 епізодів)                     |
| 2019      | ф | Ігри з вогнем              | Playing with Fire    | Брінна                                        |
| 2020      | ф | Бігати                     | Runt                 | Габріелла                                     |
| 2021      | с | Люцифер                    | Lucifer              | Аврора «Рорі» Декер-Морнінгстар (10 епізодів) |
| 2022      | ф | Капсула часу               | The Time Capsule     | Еліза                                         |
| 2024      | ф | Дедпул і Росомаха          | Deadpool & Wolverine | Надзвукова Боєголовка                         |